# Norrtälje (đô thị)
Đô thị Norrtälje (tiếng Thụy Điển: Norrtälje kommun) là một đô thị ở hạt Stockholm của Thụy Điển. Thủ phủ là thị xã Norrtälje. Dân số thời điểm 31 tháng 12 năm 2000 là 52611 người.